# والتر إم. فيتش
والتر إم. فيتش (بالإنجليزية: Walter M. Fitch)‏ هو عالم أحياء جزيئية وأستاذ جامعي أمريكي، ولد في 21 مايو 1929 في سان دييغو في الولايات المتحدة، وتوفي في 10 مارس 2011 في إرفاين في الولايات المتحدة.